# Al-Mu'jam al-Kabir
 (mai 2021).
Al-Mu'jam al-Kabir (en arabe : المعجم الكبير), est l'un des livres de Hadîth compilés par l'Imam At-Tabarani (874–971 CE, 260–360 AH).

## Description
Il fait partie de sa série de livres Hadith sous le nom de Mu'ajim Al-Tabarani. Les deux autres livres de la série sont Al-Mu'jam al-Awsat et Al-Mu'jam as-Saghir,.
C'est l'une des plus grandes collections de hadiths, contenant près de 16 000 hadiths selon Maktaba Shamila.

## Publications
Le livre a été publié en plusieurs langues par de nombreuses organisations à travers le monde :
- المعجم الكبير (Mujam al Kabir), 11 volumes, DKI, Beyrouth, 2007[4] ;
- Ṭabarānī, Sulaymān ibn Aḥmad, Mu'jam al-kabīr, 11 volumes, Bayrūt : Dār Iḥyā 'al-Turāth al-'Arabī lil-Ṭibā'ah wa-al-Nashr wa-al-Tawzī', 2009[5] ;
- Al-Mujam, Al-Kabeer Arabic : Urdu, 12 Volumes,  Non, Darussalam[6].